# Stenothericles jagoi
Stenothericles jagoi är en insektsart som beskrevs av Marius Descamps 1977. Stenothericles jagoi ingår i släktet Stenothericles och familjen Thericleidae. Inga underarter finns listade i Catalogue of Life.